# Carabdytes upin
Carabdytes upin es una especie de coleóptero adéfago de la familia Dytiscidae. Es una de diez especies del género Carabdytes de la tribu Colymbetini.